# پورتیج (ویسکانسین)
پورتیج، ویسکانسین  (به انگلیسی: Portage) شهری در شهرستان کلومبیا ایالت ویسکانسین است که در سال ۱۸۵۴ بنیان‌گذاری شده‌است. این شهر طبق سرشماری سال ۲۰۱۰ میلادی ۱۰٬۳۲۴ نفر جمعیت داشته‌است.

## نگارخانه

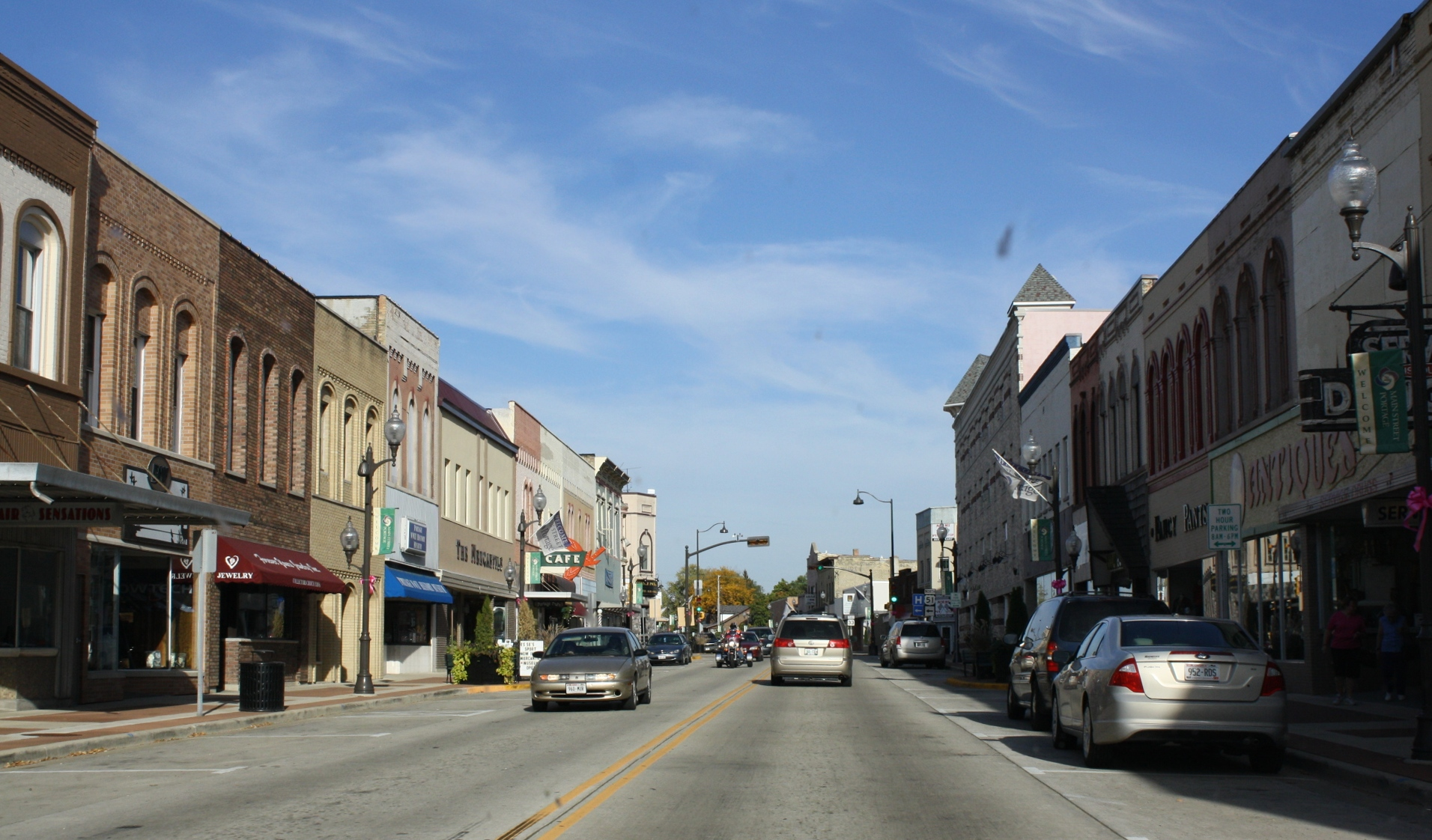
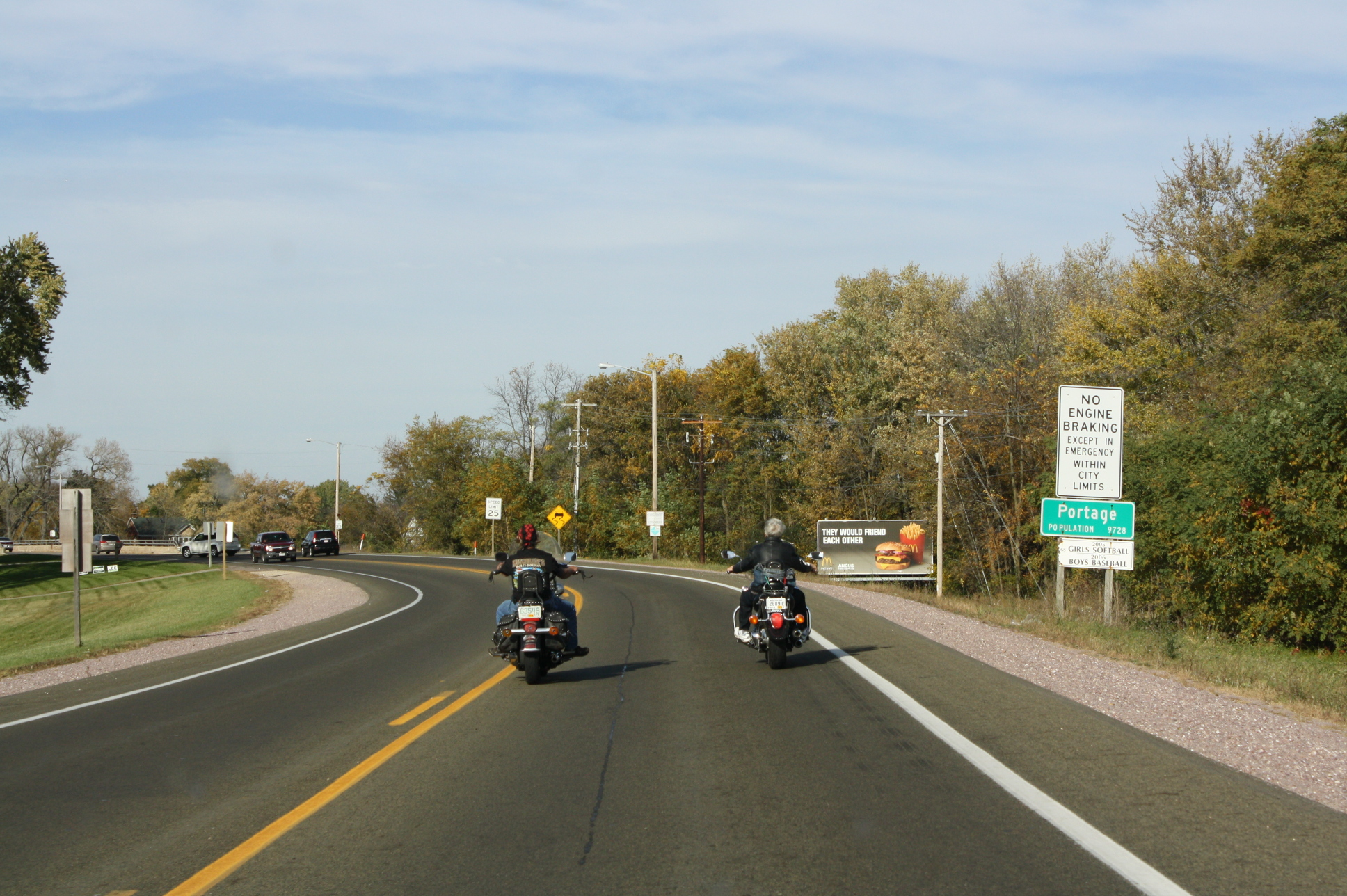
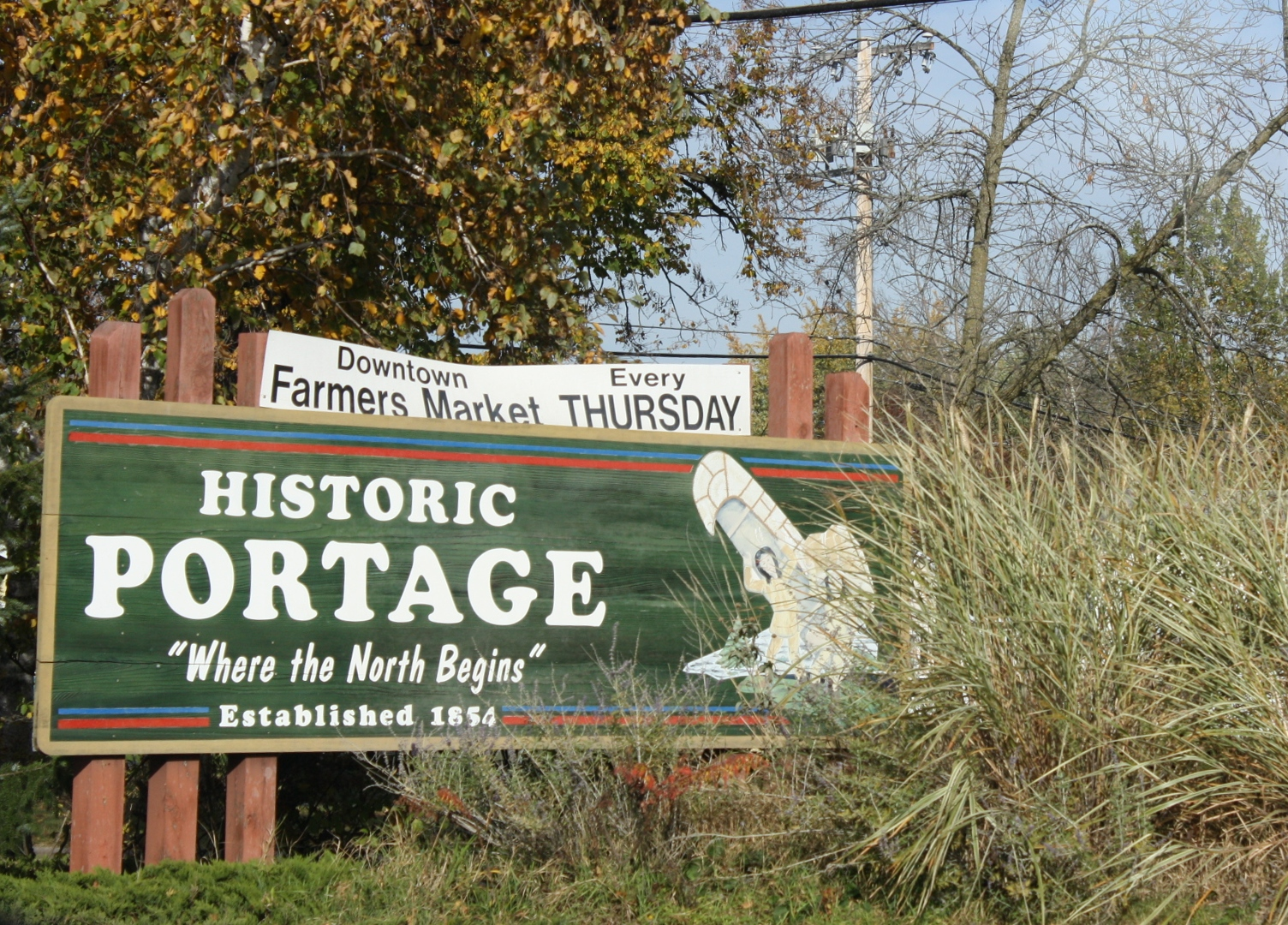